# 폰스 라드메이커스

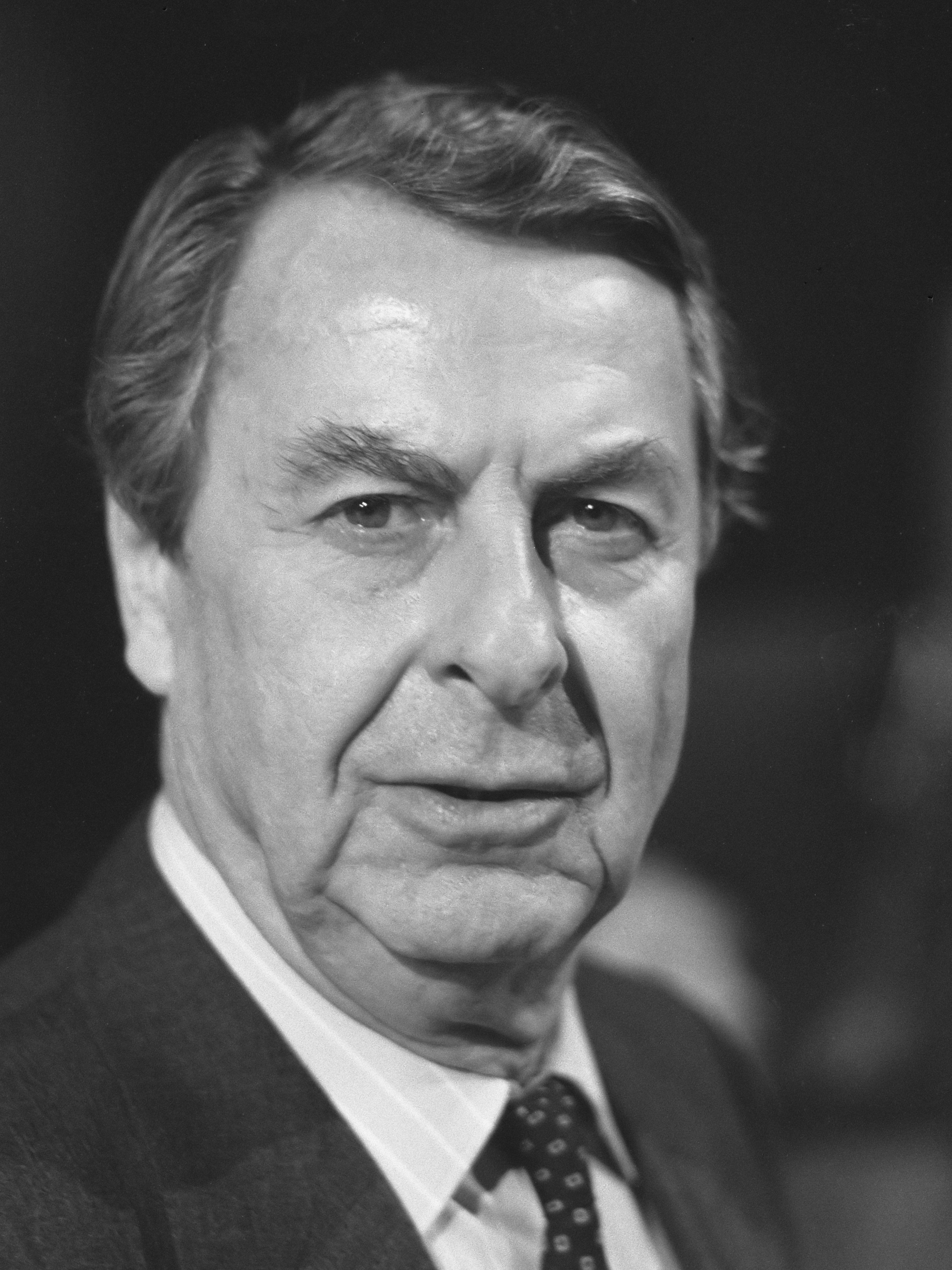

폰스 라드메이커스(Fons Rademakers, 1920년 9월 5일 ~ 2007년 2월 22일)는 네덜란드 왕국의 영화 프로듀서이자 영화배우, 영화 감독, 배우, 각본가 겸 텔레비전 배우이다. 또한 폰스 라드메이커스는 로센달에서 태어났으며, 폐기종으로 인해 제네바에서 사망하였다.

## 영화
- 나치 학살 (1989년)
- 한밤의 암살자 (1986년)
- 캐티 티펠 (1975년)
- 어둠의 딸들 (1971년)
- 댓 조이어스 이브 (1960년)